# Sarah Bolger
Sarah Bolger (Dublín, 28 de febrer de 1991) és una actriu irlandesa.
Bolger és filla de Monica i Derek Bolger. Té una germana més jove, Emma Bolger, també actriu. Va començar a actuar en teatre durant la seva infantesa. Més tard, assistí a The Young People's Theatre School a Dublín. Va donar el salt a la fama el 2002 quan protagontizà juntament a la seva germana, la pel·lícula In America. Entre 2003 i 2009 assistí al Loreto High School de Rathfarnham.
En la VII Edició dels premis The Irish Film & Television Acadamy (IFTA), celebrats el febrer del 2010, Sarah Bolger va guanyar el premi a la millor actriu en un paper secundari (Actress in a Supporting Role - Television) per la seva interpretació de la Princesa Maria Tudor en la sèrie Els Tudor.
El 2017 va ser elegida per sortir a la sèrie The Gilded Age.

## Filmografia

### Cinema
| Any  | Títol                                                   | Paper             |
| ---- | ------------------------------------------------------- | ----------------- |
| 1999 | A Love Divided                                          | Eileen Cloney     |
| 1999 | A Secret Affair                                         | Helena Fitzgerald |
| 2002 | In America                                              | Christy           |
| 2005 | Premonition                                             | Azura             |
| 2005 | Tara Road                                               | Annie             |
| 2006 | Alex Rider: Operació Stormbreaker (Stormbreaker)        | Sabina Pleasure   |
| 2008 | Les cròniques de Spiderwick (The Spiderwick Chronicles) | Mallory Grace     |
| 2011 | The Moth Diaries                                        | Rebecca           |
| 2013 | Crush                                                   | Jule              |
| 2013 | Kiss Me                                                 | Zoe               |
| 2013 | As Cool as I Am                                         | Lucy              |
| 2015 | The Lazarus Effect                                      | Eva               |

### Televisió
| Any       | Títol                  | Paper                             | Notes           |
| --------- | ---------------------- | --------------------------------- | --------------- |
| 2002      | The World of Tosh      |                                   |                 |
| 2004      | The Clinic             | Janey Quinn                       | Dos episodis    |
| 2006      | Stardust               | Lorraine Keegan                   | Minisèrie       |
| 2008-2009 | Els Tudor (The Tudors) | Princesa Maria Tudor              | Dinou episodis  |
| 2012-2013 | Once Upon a Time       | Princesa Aurora, la Bella Dorment | Nou episodis    |
| 2014      | Mixology               | Janey                             | Elenc principal |